# Twelve Bens

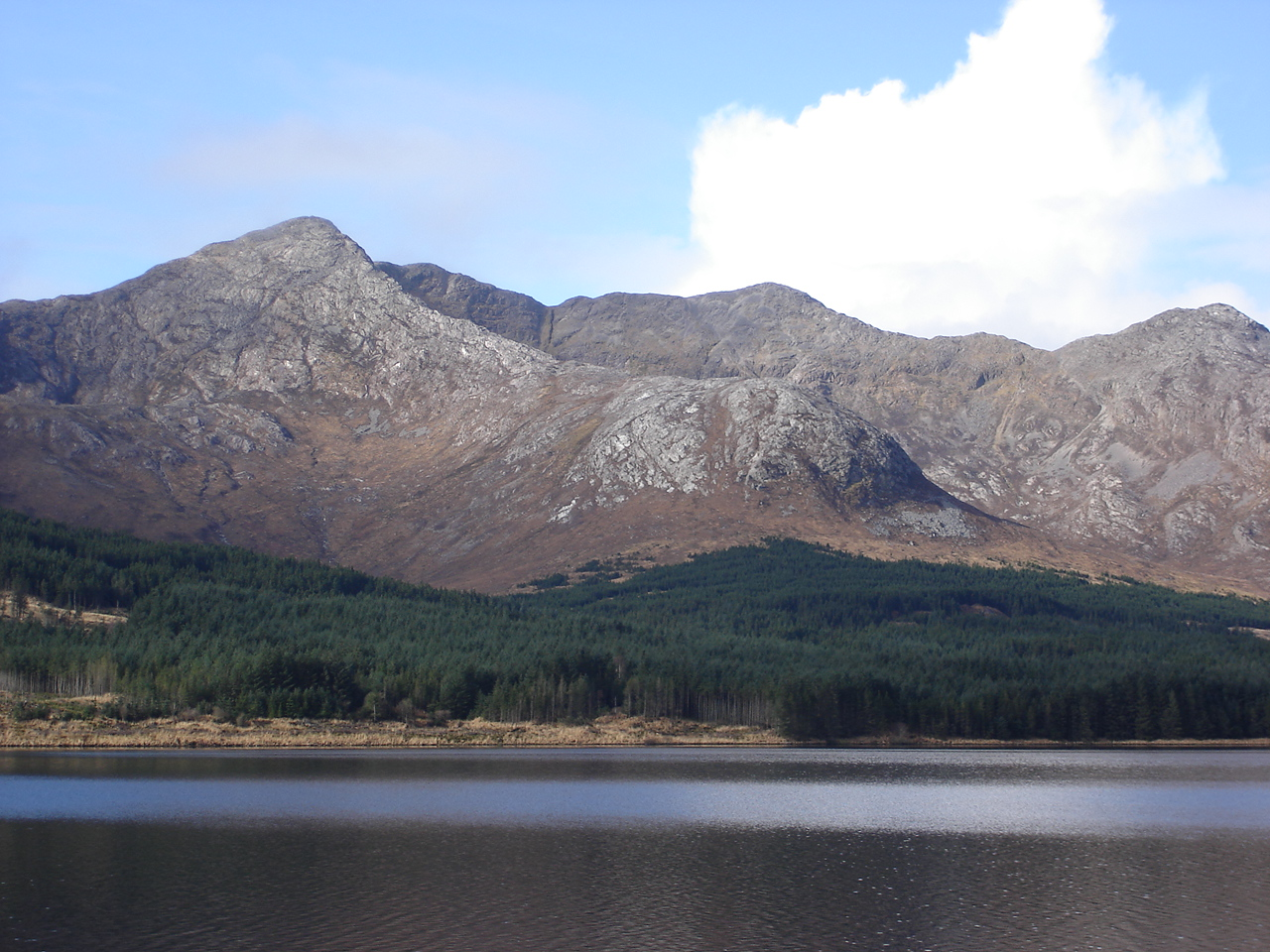
Bencorr desde al otro lado de Lough Inagh

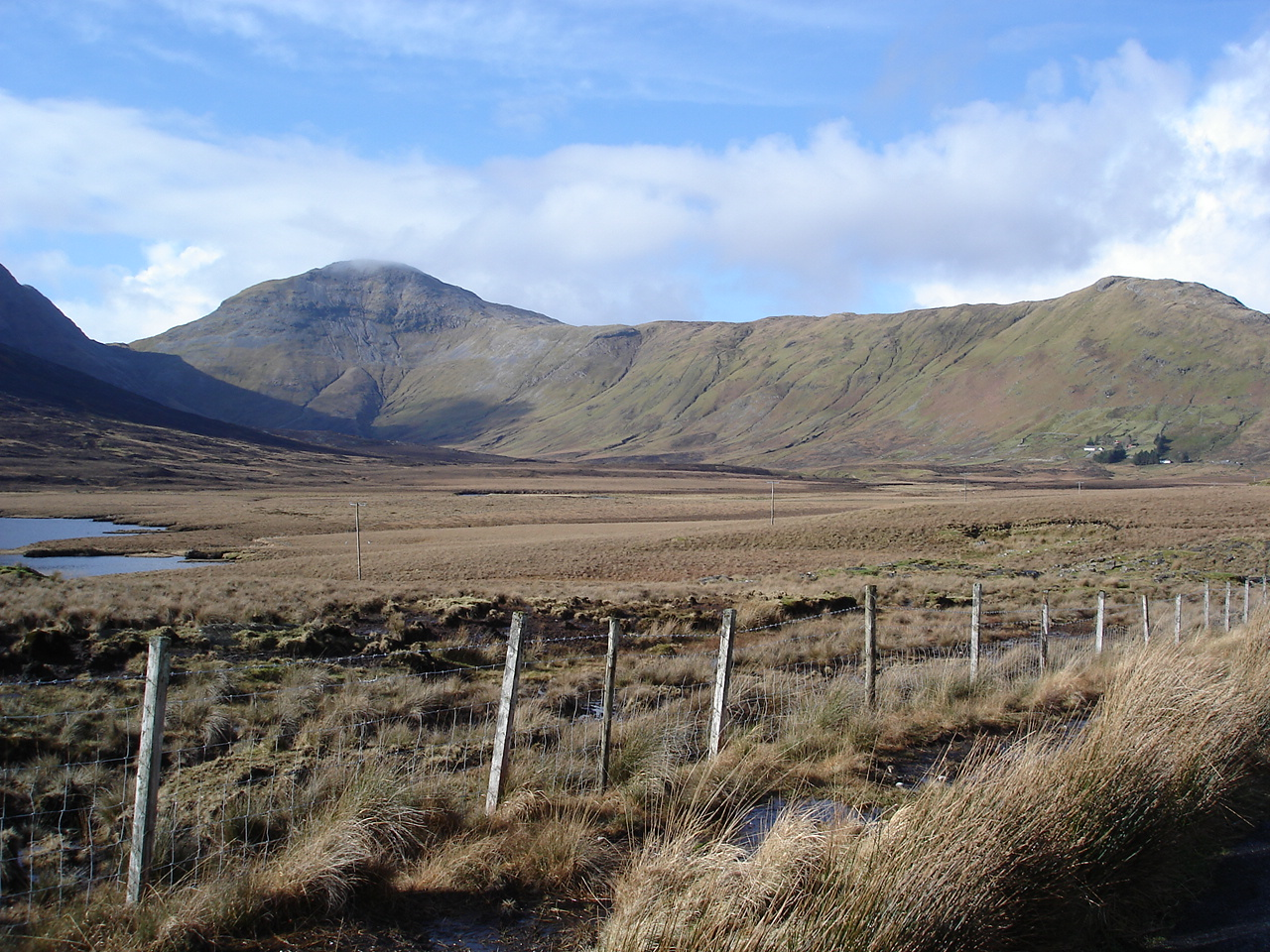
Benbaun desde el norte de Lough Inagh

Twelve Bens o Twelve Pins (irlandés Na Beanna Beola) es una pequeña cordillera de sierras de cuarcita de picos muy agudos, ubicado en el noreste de Roundstone en Connemara en el oeste de la República de Irlanda. Los corredores en montaña pueden recorrer los doce picos en un solo día. Topográficamente, esta cordillera está emparentada con la cordillera Maumturks al otro lado del solitario Glen Inagh (y la ruta de Sendero Occidental, un sendero de largo recorrido). La frecuente pluviosidad y las montañas muy escarpadas producen una abundancia de pequeños arroyos y corrientes que descienden hasta los valles de fondo ancho que quedan debajo de los Twelve Pins para unirse a cursos de agua más grandes. Los Twelve Pins no son excepcionalmente altos, con su pico más alto de aproximadamente 730 metros. Proporcionan excelentes oportunidades para caminar y trepar para los entusiastas de las actividades al aire libre. 
Se suelen usar los nombres irlandeses de los picos, especialmente debido a que no ha sido estable la nomenclatura inglesa. (Los actuales nombre anglicisados se proporcionan en paréntesis.)
- Binn Bhán (Benbaun)
- Binn Chorr (Bencorr)
- Binn Dubh (Bencollaghduff)
- Binn Bhraoin
- Binn Doire Chláir (Derryclare)
- Binn Gabhar (Ben Gower)
- Meacanach
- Binn Fraoigh
- An Chailleach
- Binn Breac (Benbrack)
- Binn Leitrí (Benlettery)
- Binn Glean Uisce (Benglenisky)

## Para saber más
- "The Mountains of Connemara : A Hill Walker's Guide" (ISBN 0-9504002-4-6) incluye un mapa más útil, de 1:50000 que los mapas OS 37, 38, 44.